# Monasterio de Amitabha
El Monasterio de Amitabha es un monasterio del culto budista tibetano en el país asiático de Nepal.
El Monasterio de Amitabha se localiza en la cima de la montaña Druk Amitabha con vistas del Valle de Katmandú. Es un centro para la práctica de actividades espirituals y para causas humanitarias. Tiene un salón con capacidad para 2000 personas, una biblioteca, oficina de administración para el Linaje Drukpa, un espacio para monjes, residencias para 300 monjes, y una clínica médica. Se trata además de un refugio para animales salvados de la matanza y tiene jardines vegetales para la alimentación en el centro. Las ruta de senderismo aquí son tan atractivas como el monasterio y los escenarios de los alrededores. 